# Thalassodrilides briani
Thalassodrilides briani är en ringmaskart som beskrevs av Erséus 1992. Thalassodrilides briani ingår i släktet Thalassodrilides och familjen glattmaskar. Inga underarter finns listade i Catalogue of Life.